# Erigonella
Erigonella Dahl, 1901 è un genere di ragni appartenente alla famiglia Linyphiidae.

## Distribuzione
Delle cinque specie oggi attribuite a questo genere, quattro sono diffuse in diverse località della regione paleartica; la quinta è stata reperita in Canada. Le due specie ad areale più vasto sono  E. hiemalis e  E. ignobilis, diffuse in molte località della regione paleartica.
In Italia sono presenti E. ignobilis, rinvenuta in alcune località della penisola, e E. subelevata, reperita nella sola Italia settentrionale.

## Tassonomia
Rimosso dalla sinonimia con Troxochrus Simon, 1884, è considerato un sinonimo anteriore di Scleroschema Hull, 1911, a seguito di un lavoro di Denis del 1948, anche se lo stesso Denis, in un lavoro del 1942, ne aveva sistemato la specie tipo in Silometopus Simon, 1926.
Inoltre Wunderlich, in un lavoro del 1970, ha posto in sinonimia questo genere con Diplocephalus Bertkau, 1833, sinonimia non accettata da altri descrittori.
A dicembre 2011, si compone di cinque specie e una sottospecie secondo Platnick e 4 specie e 1 sottospecie secondo Tanasevitch:
- Erigonella groenlandica Strand, 1905[4] — Canada
- Erigonella hiemalis (Blackwall, 1841)[5] — Regione paleartica
- Erigonella ignobilis (O. P.-Cambridge, 1871) — Regione paleartica
- Erigonella stubbei Heimer, 1987 — Mongolia
- Erigonella subelevata (L. Koch, 1869) — Europa
  - Erigonella subelevata pyrenaea Denis, 1964 — Francia

### Sinonimi
- Erigonella speciosa (O. P.-Cambridge, 1895); esemplari trasferiti qui dal genere Entelecara e posti in sinonimia con Erigonella hiemalis (Blackwall, 1841) a seguito di uno studio di Bristowe del 1941, e passando per il genere Araeoncus Simon, 1884[1].

### Specie trasferite
- Erigonella reginaldi Hull, 1911; trasferita al genere Silometopus Simon, 1926, con la denominazione provvisoria di Silometopus reginaldi (Hull, 1911); a seguito di un lavoro di Denis del 1942, ne è stata riconosciuta la sinonimia con Silometopus incurvatus (O.P.-Cambridge, 1873)[1].